# Hatfield (Minnesota)
Hatfield és una població dels Estats Units a l'estat de Minnesota. Segons el cens del 2000 tenia 47 habitants.

## Demografia
Segons el cens del 2000, Hatfield tenia 47 habitants, 22 habitatges, i 11 famílies. La densitat de població era de 6,6 habitants per km².
Dels 22 habitatges en un 18,2% hi vivien nens de menys de 18 anys, en un 50% hi vivien parelles casades, en un 0% dones solteres, i en un 50% no eren unitats familiars. En el 36,4% dels habitatges hi vivien persones soles el 13,6% de les quals corresponia a persones de 65 anys o més que vivien soles. El nombre mitjà de persones vivint en cada habitatge era de 2,14 i el nombre mitjà de persones que vivien en cada família era de 3.
Per edats la població es repartia de la següent manera: un 21,3% tenia menys de 18 anys, un 8,5% entre 18 i 24, un 27,7% entre 25 i 44, un 34% de 45 a 60 i un 8,5% 65 anys o més.
L'edat mitjana era de 34 anys. Per cada 100 dones de 18 o més anys hi havia 105,6 homes.
La renda mitjana per habitatge era de 25.938 $ i la renda mitjana per família de 36.250 $. Els homes tenien una renda mitjana de 31.250 $ mentre que les dones 16.607 $. La renda per capita de la població era d'11.796 $. Entorn del 28,6% de les famílies i el 26,5% de la població estaven per davall del llindar de pobresa.

## Poblacions més properes
El següent diagrama mostra les poblacions més properes.